# Harsiesi
Harsiesi (? – 130 TCN) là một thủ lĩnh nổi dậy người Ai Cập cổ đại chống lại sự cai trị của Ptolemaios VIII Physcon của nhà Ptolemaios.

## Tiểu sử
Ông có thể là cùng người "Harsiesi, con trai của Paious" (Paious có nghĩa là "kẻ thù của các vị thần"), ông được coi là người Ai Cập cuối cùng tự xưng là "Pharaoh", mặc dù chỉ cai trị phần phía Nam của Thượng Ai Cập và chỉ trong một thời gian ngắn.
Nhân cơ hội Ptolemaios VIII và người chị gái Cleopatra II đang tiến hành nội chiến với nhau, Harsiesi đã chiếm Thebes vào mùa hè năm 131 TCN và dường như đã lấy tước hiệu pharaon, mặc dù vậy chỉ có nomen của ông được biết đến, Ḥr-sA-Js(t) sA-Wsjr, có nghĩa là "Harsiesi, con trai của Osiris" (nghĩa là "Horus-con trai của-Isis, con trai của Osiris"), như được ghi chép lại trên cuộn giấy cói viết bằng chữ thầy tu Karara 1, 2. Lực lượng của Ptolemaios đã tái chiếm thành phố vào tháng 11 cùng năm, tuy nhiên Harsiesi đã lãnh đạo cuộc nổi dậy cho đến khi ông qua đời, mà dường như xảy ra vào tháng 9 năm 130 TCN.